# Liên đoàn bóng đá Sénégal
Liên đoàn bóng đá Sénégal (tiếng Pháp: Fédération sénégalaise de football, FSF) là tổ chức quản lý, điều hành các hoạt động bóng đá ở Sénégal. Liên đoàn quản lý đội tuyển bóng đá quốc gia Sénégal, tổ chức các giải bóng đá như vô địch quốc gia và cúp quốc gia. Liên đoàn bóng đá Sénégal gia nhập FIFA năm 1962 và CAF năm 1962.